# 穆娜·侯賽因
穆娜·侯賽因（Princess Muna Al Hussein，1941年4月25日—），原名安托瓦內特·艾薇兒·加迪納（Antoinette Avril Gardiner），出生于英國，是约旦国王侯賽因·賓·塔拉勒的第二任妻子及現任國王阿卜杜拉二世的生母。她在1961年5月25日和國王結婚後歸信伊斯蘭教，並改名為穆娜·侯賽因（Muna al-Hussein）。他們育有四名子女。1972年12月21日兩人離婚，穆娜仍保留她王妃殿下的頭銜及稱號。她至今仍在約旦工作及居住。